# Isonidae
Isonidae – monotypowa rodzina małych, morskich ryb aterynokształtnych (Atheriniformes)

## Systematyka
Rodzaj Iso był zaliczany wraz z rodzajem Notocheirus do rodziny Notocheiridae, a Isonidae była uznawana za nazwę synonimiczną. W 1993 Saeed i inni wykazali znaczne różnice pomiędzy gatunkami obydwu rodzajów i rozdzielili obydwie rodziny. Dyer i Chernoff w 1996 zakwestionowali takie stanowisko. W 2006 Saeed i inni opublikowali wyniki szczegółowych badań potwierdzających 20 cech odróżniających Isonidae od Notocheiridae.

## Klasyfikacja
Rodzaj zaliczany do tej rodziny:
Iso